# Franken-Tatort
Unter der Bezeichnung Franken-Tatort entwickelte der Bayerische Rundfunk sein zweites Ermittlerteam neben Batic und Leitmayr (München) für die ARD-Fernsehreihe Tatort. Die fiktiven Ermittler Voss, Ringelhahn, Goldwasser, Fleischer und Schatz sind in Franken mit Nürnberg als Dienstsitz tätig. Die Hauptfiguren sind die Kriminalhauptkommissare Paula Ringelhahn, dargestellt von Dagmar Manzel, und Felix Voss, gespielt von Fabian Hinrichs. Die erste Folge wurde am 12. April 2015 ausgestrahlt, seither wird jährlich eine Episode mit den Nürnberger Ermittlern gezeigt.

## Figuren und Darsteller

### Felix Voss
Hauptkommissar Felix Voss stammt aus Norddeutschland und studierte nach dem Abitur zunächst Jura, bevor er sich für eine Laufbahn bei der Polizei entscheidet. Er wird nach Nürnberg versetzt, wo ein Ermittler der Mordkommission seinen Dienst quittieren musste, weil er seine Frau erschossen hatte. Voss übernimmt die Leitung der Mordkommission Franken, wo er auf Hauptkommissarin Paula Ringelhahn trifft, mit der er nun in die neue überregional zuständige Mordkommission wechselt.

### Paula Ringelhahn
Paula Ringelhahn stammt aus Guben in Brandenburg und ist in der DDR aufgewachsen. Sie gehört der Nürnberger Mordkommission schon seit vielen Jahren an.
Dagmar Manzel hatte für ihre Rollenausgestaltung zur Bedingung gemacht, als „normale“ Kommissarin einzusteigen: „Ich sagte, ich möchte keine Krankheit, keine Macke, kein Kind im Heim, keine Mutter, die an Krebs stirbt.“
Auf eigenen Wunsch wird Dagmar Manzel nach der zehnten Folge den Tatort verlassen, denn „Wenn´s am schönsten ist, soll man aufhören“, wie sie erklärte. Die letzte Folge mit Paula Ringelhahn wurde ab Ende August 2023 unter dem Arbeitstitel Trotzdem gedreht und am 6. Oktober 2024 auf Das Erste veröffentlicht. Anfang Juni 2025 wurde bekanntgegeben, dass Rosalie Thomass ab 2026 Dagmar Manzel in der Rolle der Kriminalhauptkommissarin Emilia Rathgeber nachfolgen soll.

### Assistenten
Bei ihren Ermittlungen unterstützt werden sie durch Kriminalkommissarin Wanda Goldwasser (gespielt von Eli Wasserscheid) und bis 2022 auch von Kriminalkommissar Sebastian Fleischer (Andreas Leopold Schadt), beide stammen aus Franken.

### Sonstige Figuren
- Leiter der Spurensicherung Michael Schatz (Matthias Egersdörfer)[5]
- Polizeipräsident Dr. Kaiser (Stefan Merki).[6]

## Hintergrund
Nach dem Gastauftritt von Fabian Hinrichs in der Münchner Tatort-Folge Der tiefe Schlaf aus dem Jahr 2012, in dem er den Ermittler Gisbert Engelhardt spielte, der am Ende der Folge tot neben einer Imbissbude liegt, wurde der Bayerische Rundfunk von vielen Zuschauern für das kurze Gastspiel von Hinrichs kritisiert. Zahlreiche Zuschauer meldeten sich in Leserbriefen sowie über soziale Netzwerke zu Wort und forderten die Rückkehr des verstorbenen Ermittlers. Bei Facebook formierte sich eine Gruppe, die sich gar ein eigenes Tatort-Format für Hinrichs wünschte. Diesen Wünschen wurde der Bayerische Rundfunk mit Ausstrahlung der ersten Folge des Franken-Tatorts Der Himmel ist ein Platz auf Erden am 12. April 2015 gerecht.
Die Entwicklung des Franken-Tatorts leitete, wie auch schon die Heimatkrimi-Reihe des BR, die im Jahr 2023 verstorbene Redakteurin Stephanie Heckner.

## Folgen
| Fall | Titel                              | Erstausstrahlung | Folge | Drehbuch                                | Regie                            | Bemerkungen                                          |
| ---- | ---------------------------------- | ---------------- | ----- | --------------------------------------- | -------------------------------- | ---------------------------------------------------- |
| 1    | Der Himmel ist ein Platz auf Erden | 12. Apr. 2015    | 0943  | Max Färberböck und Catharina Schuchmann | Max Färberböck                   |                                                      |
| 2    | Das Recht, sich zu sorgen          | 22. Mai 2016     | 0988  | Beate Langmaack                         | Andreas Senn                     |                                                      |
| 3    | Am Ende geht man nackt             | 9. Apr. 2017     | 1018  | Holger Karsten Schmidt                  | Markus Imboden                   |                                                      |
| 4    | Ich töte niemand                   | 15. Apr. 2018    | 1055  | Max Färberböck und Catharina Schuchmann | Max Färberböck                   |                                                      |
| 5    | Ein Tag wie jeder andere           | 24. Feb. 2019    | 1085  | Erol Yesilkaya                          | Sebastian Marka                  |                                                      |
| 6    | Die Nacht gehört dir               | 1. März 2020     | 1122  | Max Färberböck und Catharina Schuchmann | Max Färberböck                   |                                                      |
| 7    | Wo ist Mike?                       | 16. Mai 2021     | 1168  | Thomas Wendrich                         | Andreas Kleinert                 |                                                      |
| 8    | Warum                              | 1. Mai 2022      | 1199  | Max Färberböck und Catharina Schuchmann | Max Färberböck                   |                                                      |
| 9    | Hochamt für Toni                   | 4. Juni 2023     | 1240  | Bernd Lange                             | Michael Krummenacher             |                                                      |
| 10   | Trotzdem                           | 6. Oktober 2024  | 1275  | Max Färberböck                          | Max Färberböck                   | Letzte Folge mit Dagmar Manzel als Paula Ringelhahn. |
| 11   | Ich sehe dich                      | 14. Sep. 2025    | 1307  | Max Färberböck und Catharina Schuchmann | Max Färberböck und Danny Rosness |                                                      |